# Prostitución en Pakistán

Prostitución en Asia. En rojo se indica el modelo prohibicionista, en el que la prostitución es ilegal, como es el caso de Pakistán.

La prostitución en Pakistán es una cultura tabú del comercio sexual que existe como un secreto a voces pero ilegal. La prostitución se ejerce en gran medida en organizaciones como burdeles o a través de prostitutas individuales.
El comercio sexual es ilegal en el país debido a la declaración del sexo extramatrimonial como actividad inmoral. Las prostitutas pakistaníes, por tanto, operan en la clandestinidad y, a pesar de las dificultades legales, la prostitución en Pakistán está muy extendida. En algunas zonas del país la prostitución es estrictamente ilegal y tradicionalmente se castiga con la pena de muerte, especialmente en las regiones de Jaiber Pastunjuá y Baluchistán.
La mayoría de los analistas reconocen que la pobreza es un factor crucial que empuja a las mujeres hacia una ocupación como la prostitución. Tanto la prostitución femenina como la masculina han aumentado su rendimiento operativo en Pakistán a lo largo de los años. Con este aumento del comercio sexual profesional en el país, las organizaciones no gubernamentales empiezan a preocuparse por cuestiones como la discriminación y el sida. Un informe de ONUSIDA de 2017 estima que hay alrededor de 229 441 prostitutas en el país. En Jaiber Pastunjuá y Punyab, la tasa de desempleo de graduados es elevada, lo que indica un exceso de oferta de graduados frente a unos mercados laborales que luchan por dar cabida a los nuevos graduados.

## Historia
El sistema de clanes del sur de Asia, en el que intervienen diversos clanes y sectas, siempre ha sido un terreno abonado para el desarrollo segregado de aptitudes. En la región, los clanes ocupacionales evolucionaron con el tiempo y proporcionaron a la sociedad habilidades específicas mediante la exclusión hereditaria de otras. Ser herrero, orfebre, zapatero o jardinero, etc., se convirtieron así en profesiones hereditarias de comunidades específicas. Con el tiempo, también evolucionó un clan profesional que favorecía a la sociedad con servicios de prostitución. Hombres y mujeres pertenecientes a la comunidad se dedicaban al comercio sexual, en el que los hombres permanecían como influencias de apoyo y las mujeres eran las principales trabajadoras. Los que no pertenecían a la élite tenían un sistema paralelo, el de los burdeles, que evolucionó mucho más tarde, cuando dejaron de estar controlados por los reyes y se relajó la nobleza. Coincidió con el crecimiento del comercio marítimo, en el que los marineros se convirtieron en buena clientela para las prostitutas de bajo rango. Durante el Raj británico, la nobleza anterior fue sustituida por una nueva nobleza compuesta por aquellos que mostraban lealtad a los británicos. Esta nueva nobleza era incapaz de asumir el papel de mecenas como los reyes anteriores, por lo que los británicos proporcionaron el patrocinio necesario para que la profesión creciera y regularon el comercio.
La prostitución fue formalizada por primera vez en el sur de Asia por el gobierno británico a mediados del siglo XVIII. Los colonialistas británicos promulgaron leyes especiales, crearon «zonas rojas» y asignaron la tarea de proteger a las trabajadoras del sexo a los organismos encargados de hacer cumplir la ley. A los municipios que dominaban los distritos del sexo se les asignó la responsabilidad de recaudar impuestos y proporcionar servicios sanitarios y de saneamiento a los burdeles.
Tras la creación de Pakistán en 1947, el país heredó los históricos barrios rojos de Lahore y Multán, incluida la tristemente célebre zona de Hira Mandi. Estaban bien desarrollados y atraían tanto a clientes adinerados como a quienes buscaban cantantes y actrices. Las prostitutas y sus socios en el comercio sexual recibían el nombre de kanjari, mientras que sus compañeros músicos eran conocidos como la comunidad de mirasis. Las prostitutas solían bailar al son de la música de armonio y tabla que tocaban los mirasis. Aunque Lahore y Multán eran las ciudades más conocidas en este oficio, otras también tenían sus propios barrios rojos, como Ghulam abad y el bazar de Aminpur en Faisalabad, Napier Road en Karachi y Qasai Gali en Rawalpindi. Las prostitutas conservaron el carácter hereditario de su ocupación y el estigma social.
Durante el gobierno de Muhammad Zia-ul-Haq, que intentó islamizar la nación, la prostitución se consideraba un «mal» en la sociedad y se intentó erradicarla. También se intentó frenar la música y el baile. El horario de actuación de las bailarinas se redujo a dos horas cada noche. Se establecieron controles policiales en todas las entradas de los barrios rojos durante las horas de ensayo o práctica de la música, en los que se anotaban en un registro policial los nombres de los visitantes de las zonas rojas, lo que ahuyentaba a los clientes.

## Prostitución femenina
Las mujeres que ejercen la prostitución en Pakistán pueden dividirse en tres grandes categorías: las que han sido víctimas de la trata o atraídas a la profesión, las que han nacido en ella y las que buscan voluntariamente un proxeneta para ganar dinero extra. Las víctimas de la trata se encuentran principalmente en los burdeles, mientras que las que se incorporan voluntariamente a esta profesión trabajan como prostitutas, normalmente acompañadas por un proxeneta. Las que nacen en esta profesión son «educadas» en casa y actúan bajo la dirección de su madre o de otro pariente femenino de más edad.
La prostitución, sobre todo en burdeles, suele seguir asociada a la trata de seres humanos, ya que las mujeres víctimas de la trata son vendidas en los burdeles. En 2003, aproximadamente 20 000 menores ejercían la prostitución en Pakistán.
Un estudio indicó que grandes ciudades como Karachi, Lahore, Faisalabad y Multán tienen una gran población de trabajadoras del sexo. Algunas ciudades tienen barrios rojos, pero debido a la ilegalidad de la prostitución, muchas prostitutas deciden trabajar desde sus hogares o hacerlo en hoteles dispersos por las zonas urbanas y los suburbios residenciales.
Ciudades como Karachi y Lahore son las principales bases de operaciones de las prostitutas a domicilio. En Karachi, muchas chicas se dedican a la prostitución a la carta de forma independiente, pero la mayoría lo hacen tras entrar en contacto con un proxeneta. Las chicas comparten entre el 40 % y el 50 % de sus ingresos con los proxenetas. Algunas chicas de compañía trabajan con los proxenetas por una cantidad mensual fija, y los proxenetas les proporcionan protección policial, alojamiento y corren con los gastos diarios. Muchas prostitutas aprenden a bailar mujra para ganar más dinero.
Los hombres adinerados de la nación pueden tener una segunda o incluso una tercera esposa, con la que han tenido una relación sexual semipermanente a cambio de apoyo financiero, en la que el marido actúa como patrón de la esposa. Es posible que no vean la relación en términos de un cliente y una trabajadora sexual, sino como una relación amorosa o de cortesana. Los hijos nacidos de estas relaciones son mantenidos por su padre.

## Prostitución masculina
La prostitución masculina y homosexual está en aumento en Pakistán, aunque la prostitución gay no es un fenómeno reciente en el país. El explorador británico Richard Francis Burton, que visitó la región de Sind mucho antes de la conquista británica, documentó un burdel de chicos prostitutos en Karachi. En la actualidad, muchas zonas de las grandes ciudades del país se han convertido en virtuales barrios rojos del sexo gay. Los prostitutos varones ejercen su negocio en todas las ciudades y pueblos importantes de Pakistán. Los clientes de los prostitutos varones proceden de todas las clases, grupos de edad y profesiones.
Los hombres homosexuales pertenecientes a las clases alta y media suelen ligar con prostitutos varones en tiendas de videojuegos, restaurantes y lugares de copas. Los jóvenes prostitutos suelen encontrar clientes en lugares como callejones oscuros, paradas de autobús abarrotadas, centros comerciales, cines, vestíbulos de hoteles, parques, estaciones de tren, hospitales, recintos escolares, ascensores de edificios públicos... Las zonas de Sabzi Mandi, Lea Market, Landhi, Malir y Lyari, en Karachi, son lugares frecuentados por homosexuales de los grupos de ingresos más bajos. Los clientes de estas zonas son, sobre todo, conductores y cobradores de autobús, vigilantes nocturnos, jornaleros del interior, policías, funcionarios públicos de bajos ingresos, pequeños empresarios...
Muchos prostitutos ofrecen sus servicios en habitaciones de hotel reservadas al efecto, en lugar de en la residencia del cliente. Esto se debe a que, al acompañar al cliente a su residencia, las prostitutas se vuelven vulnerables a agresiones o robos. Algunas prostitutas mantienen relaciones sexuales con sus clientes en el asiento trasero del coche del cliente. Hay muchas prostitutas a tiempo parcial que son estudiantes, vendedoras, trabajadoras en hoteles y garajes. Se dedican a esta profesión para ganar un dinero extra y, a menudo, para conseguir un trabajo en la industria cinematográfica. Algunas de las que se dedican a la prostitución consiguen a menudo ahorrar suficiente dinero para irse al extranjero en busca de trabajo. Muchos chicos son utilizados con frecuencia por la policía sin cobrar. Los policías de paisano suelen estar implicados en la extorsión y el chantaje de los hombres que ejercen la prostitución.
La prostitución masculina se ha convertido en un lugar común en la provincia paquistaní de Jaiber Pajtunjuá y ha arraigado en la sociedad como norma y señal de músculo financiero. Bacha bazi, como se conoce, consiste en vestir a los niños, sobre todo a los más pequeños, de mujer y obligarlos a cantar y bailar delante de los hombres, que luego los toman para obtener placer sexual y pagar a la familia.

## Prostitución extranjera en Pakistán
Muchas mujeres filipinas, tailandesas y chinas ejercen la prostitución, trabajando en salones de masaje. Muchas filipinas son empleadas como trabajadoras sexuales en varios antros que operan en Lahore e Islamabad. También se trafica con mujeres afganas hacia Pakistán con fines de explotación sexual. Cada año, miles de niñas y niños afganos son víctimas del tráfico hacia países vecinos, sobre todo Pakistán, y vendidos como esclavos.

## Legislación
La prostitución no tiene reconocimiento legal en Pakistán. Además, a pesar del crecimiento de la prostitución masculina y la prostitución gay, la homosexualidad está proscrita en el país. Según el artículo 377 del Código Penal de Pakistán, quien voluntariamente tenga «relaciones carnales contra natura con cualquier hombre, mujer o animal» será castigado con 100 latigazos y de 2 años a cadena perpetua. Aunque las detenciones no son habituales por homosexualidad, la ley se utiliza como herramienta para chantajear. La policía suele aceptar dinero o sexo de personas que saben que mantienen relaciones homosexuales comerciales o no comerciales. La legislación está muy influida por el Código Penal redactado por los británicos en 1892, que sigue siendo un elemento importante de la legislación actual de Pakistán.
La sección 371A y la sección 371B del Código Penal de Pakistán establecen:

371A. Quien venda, alquile o disponga de cualquier otra forma de una persona con la intención de que dicha persona sea empleada o utilizada en cualquier momento con fines de prostitución o relaciones sexuales ilícitas con cualquier persona o con cualquier fin ilegal e inmoral, o a sabiendas de que es probable que dicha persona sea empleada o utilizada en cualquier momento con dichos fines, será castigado con una pena de prisión de hasta veinticinco años, y también podrá ser multado.

Explicaciones: (a) Cuando una mujer es vendida, alquilada o entregada de cualquier otra forma a una prostituta o a cualquier persona que mantenga o gestione un burdel, se presumirá, hasta que se demuestre lo contrario, que la persona que se deshace de dicha mujer lo ha hecho con la intención de que sea utilizada con fines de prostitución. (b) A los efectos de esta sección y de la sección 371B, «relaciones ilícitas» significa relaciones sexuales entre personas no unidas por matrimonio.

371B. Quien compre, alquile u obtenga la posesión de cualquier persona con la intención de que dicha persona sea empleada o utilizada en cualquier momento con fines de prostitución o relaciones sexuales ilícitas con cualquier persona o con cualquier fin ilegal e inmoral, o a sabiendas de que es probable que dicha persona sea empleada o utilizada en cualquier momento con dichos fines, será castigado con una pena de prisión de hasta veinticinco años, y también podrá ser multado.
Explicación: Se presumirá, mientras no se demuestre lo contrario, que cualquier prostituta o cualquier persona que regente o administre un burdel, que compre, alquile u obtenga de cualquier otro modo la posesión de una mujer, la ha obtenido con la intención de utilizarla con fines de prostitución.

Las relaciones sexuales consentidas entre dos adultos no eran delito en Pakistán antes de 1979. Solo estaba prohibida por ley la participación de menores en la prostitución. Más tarde se promulgó la Ordenanza Zina y las relaciones sexuales extramatrimoniales se convirtieron en delito.
En la década de 1950, las «bailarinas» fueron legitimadas como «artistas» en una orden del Tribunal Superior. Así, se les permitió actuar durante tres horas por la noche. 
Es la única cobertura legal que se ha conseguido obtener por el momento. Otras actividades carnales, los barrios rojos y los burdeles siguen siendo negocios ilegales y funcionan como un secreto a voces, aunque sea ofreciendo enormes sumas en sobornos a la policía. Muchas zonas de Pakistán, como Heera Mandi en Lahore y 12 No Chungi en Sargodha, están autorizadas por el gobierno y la policía las protege por motivos políticos.

## Tráfico sexual
Pakistán es país de origen, tránsito y destino para mujeres y niños sujetos a la trata sexual. Los niños son comprados, vendidos, alquilados o secuestrados y colocados en el tráfico sexual organizado. Las ONG informan que los niños son sometidos a tráfico sexual alrededor de hoteles, paradas de camiones, autobuses y santuarios. Los agentes de trabajo ilegal cobran altas tarifas de reclutamiento a los padres a cambio de emplear a sus hijos, algunos de los cuales son sometidos a tráfico sexual. Los expertos en trata describen un sistema estructurado para explotar a mujeres, niñas y personas LGBTI en el tráfico sexual, incluyendo ofrecer víctimas para la venta en mercados físicos.
Los observadores informan que la policía acepta sobornos para ignorar la prostitución en general, algunos de los cuales pueden incluir el tráfico sexual. Las mujeres y las niñas son vendidas en matrimonios forzados; en algunos casos, sus nuevos «maridos» las obligan a prostituirse en Irán o Afganistán. Las ofertas de trabajo falsas y las altas tarifas de reclutamiento cobradas por agentes laborales ilegales o subagentes de promotores de empleo en el extranjero paquistaníes autorizados atrapan a los paquistaníes en el tráfico sexual. Según informes, las mujeres y niñas de Afganistán, China, Rusia, Nepal, Irán, Bangladés, Uzbekistán y Azerbaiyán son víctimas de trata sexual en Pakistán. Los refugiados de Afganistán, Bangladés y Birmania, incluidos los rohinyás, así como las minorías religiosas y étnicas como los cristianos y los hazaras, son particularmente vulnerables a la trata en Pakistán.
El Gobierno mantuvo sus esfuerzos de protección. El Gobierno informó haber identificado a 29 113 víctimas de trata, en comparación con 35 309 víctimas de trata en 2022. Entre ellas, 20 809 víctimas de trata sexual (3 033 hombres, 16 855 mujeres y 921 niños), 7 966 víctimas de trabajo forzoso (2 932 hombres, 3 986 mujeres y 1 048 niños) y 338 víctimas de formas no especificadas de trata (148 hombres, 112 mujeres y 78 niños); dos de las víctimas de trata sexual eran ciudadanos azerbaiyanos. Las organizaciones de la sociedad civil informaron haber identificado a 992 víctimas, incluidas 238 víctimas de trata sexual (179 mujeres y 59 niños) y 754 víctimas infantiles de trabajo forzoso.
También remitió a 25 617 víctimas de trata, incluidas 19 002 víctimas de trata sexual, 6 430 víctimas de trabajo forzado y 185 víctimas de formas no especificadas de trata a servicios gubernamentales o de ONG, en comparación con 22 597 víctimas de trata en el período del informe anterior. El Gobierno informó de que 17 178 víctimas recibieron servicios, incluidas 14 485 víctimas de trata sexual (1 068 hombres, 12 431 mujeres y 986 niños), 2 348 víctimas de trabajo forzado (1 468 hombres, 97 mujeres y 783 niños) y 345 víctimas de explotación no especificada (76 hombres, 96 mujeres y 173 niños).
Para 2024, la Oficina de Vigilancia y Lucha contra la Trata de Personas del Departamento de Estado de los Estados Unidos calificó a Pakistán como país de «nivel 2».